# Ingrid Strobl
Pour les articles homonymes, voir Strobl (homonymie).
Ingrid Strobl, née le 6 avril 1952 à Innsbruck et morte le 25 janvier 2024, est une journaliste et écrivain autrichienne.

## Biographie
Elle étudie l'allemand et l'histoire de l'art dans les universités d'Innsbruck et de Vienne. Elle a obtenu son doctorat avec une thèse sur la rhétorique dans le Troisième Reich. Durant ses études, elle s'engage dans le féminisme.
Elle devient pigiste à l'ORF à Vienne puis vient en 1979 à Cologne pour être rédactrice du magazine EMMA. En 1986, elle se consacre à l'écriture.
En 1989, Ingrid Strobl est condamnée à cinq ans de prison pour soutien à une organisation terroriste et complicité d'attentat. L'année suivante, elle est relaxée en appel par la Cour fédérale. Lors du procès en révision à l'Oberlandesgericht de Düsseldorf, elle est condamnée à trois ans de prison pour complicité, mais fait de la probation.

## Œuvre
Dans les années 1980 et 1990, Ingrid Strobl s'intéresse à la participation des femmes juives dans la résistance contre l'Holocauste et l'occupation allemande. Elle écrit deux livres de Non-fiction et réalise plusieurs documentaires. En 1995, elle organise avec Arno Lustiger une exposition sur la Résistance juive au Musée juif de Francfort.
Elle écrit aussi des romans, des nouvelles et est invité pour des conférences dans les universités. Dans ses articles, elle s'intéresse particulièrement aux femmes (les filles et la mort de la mère, les droguées) ainsi que le rock et les mœurs. Depuis 2009, elle enseigne l'écriture créative.
Publications
- „Daß du deine eigene Zähigkeit entdeckst.“ Brief aus dem Knast. In: Schwarzer Faden, Nr. 30 (1/89), S. 8
- Sag nie, du gehst den letzten Weg. Frauen im bewaffneten Widerstand gegen Faschismus und deutsche Besatzung. Fischer, 1989,
- Frausein allein ist kein Programm. Freiburg 1989,  (ISBN 3-926023-20-1).
- Anna und das Anderle. Eine Recherche. Fischer, Frankfurt am Main 1995,  (ISBN 3-596-22382-2).
- Strange Fruit. Bevölkerungspolitik: Ideologien Ziele Methoden Widerstand. Berlin 1991,  (ISBN 3-89408-016-7).
- Das Feld des Vergessens. Jüdischer Widerstand und deutsche „Vergangenheitsbewältigung“. Berlin u.a. 1994,  (ISBN 3-89408-036-1).
- Die Angst kam erst danach. Jüdische Frauen im Widerstand 1939 - 1945. Frankfurt am Main 1998,  (ISBN 3-596-13677-6).
- „Ich hätte sie gerne noch vieles gefragt“. Töchter und der Tod der Mutter. Fischer, Frankfurt 2004,  (ISBN 3-596-15431-6).
- Ende der Nacht. Orlanda Frauenverlag, Oktober 2005,  (ISBN 3-936937-33-8).
- Rückfall, Theaterstück, Fischer Theater Verlag. 2005
- Es macht die Seele kaputt. Junkiefrauen auf dem Strich. Orlanda Frauenverlag 2006,  (ISBN 3-936937-35-4)[4].
- Tödliches Karma. Emons Verlag, Köln 2008,  (ISBN 978-3-89705-551-3).
- Endstation Nippes. Emons Verlag, Köln 2010,  (ISBN 978-3-89705-773-9).
- Respekt: Anders miteinander umgehen! Pattloch. München 2010,  (ISBN 3-629-02240-5).

## Source, notes et références
- (de) Cet article est partiellement ou en totalité issu de l’article de Wikipédia en allemand intitulé « Ingrid Strobl » (voir la liste des auteurs).

1. ↑  « http://hdl.handle.net/10622/ARCH02084 » (consulté le 2017)
2. ↑  (de) « Traueranzeigen von Ingrid Strobl | WirTrauern », sur www.wirtrauern.de (consulté le 9 février 2024)
3. ↑  Der Spiegel, Erst mal wegschließen, 1990
4. ↑  (de) « Fischer Theater Medien », sur fischertheater.de (consulté le 7 avril 2023).